# جيولا زابو
جيولا زابو (بالمجرية: Szabó Gyula)‏ (و. 1930 – 2014 م) هو ممثل، من المجر، توفي في بودابست، عن عمر يناهز 84 عاماً.

## جوائز
حصل على جوائز منها:
- جائزة كوشوت [الإنجليزية]‏ (2000)
- فنان الاستحقاق لروسيا الاتحادية [الإنجليزية]‏ (1972)
- جائزة جازاي ماري  [لغات أخرى]‏ (1962)
- جائزة جازاي ماري  [لغات أخرى]‏ (1959).

## وصلات خارجية
- جيولا زابو على موقع IMDb (الإنجليزية)
- جيولا زابو على موقع ميوزك برينز (الإنجليزية)
- جيولا زابو على موقع قاعدة بيانات الأفلام السويدية (السويدية)
- جيولا زابو على موقع ديسكوغز (الإنجليزية)
- جيولا زابو على موقع قاعدة بيانات الفيلم (الإنجليزية)